# アンドルソフ法

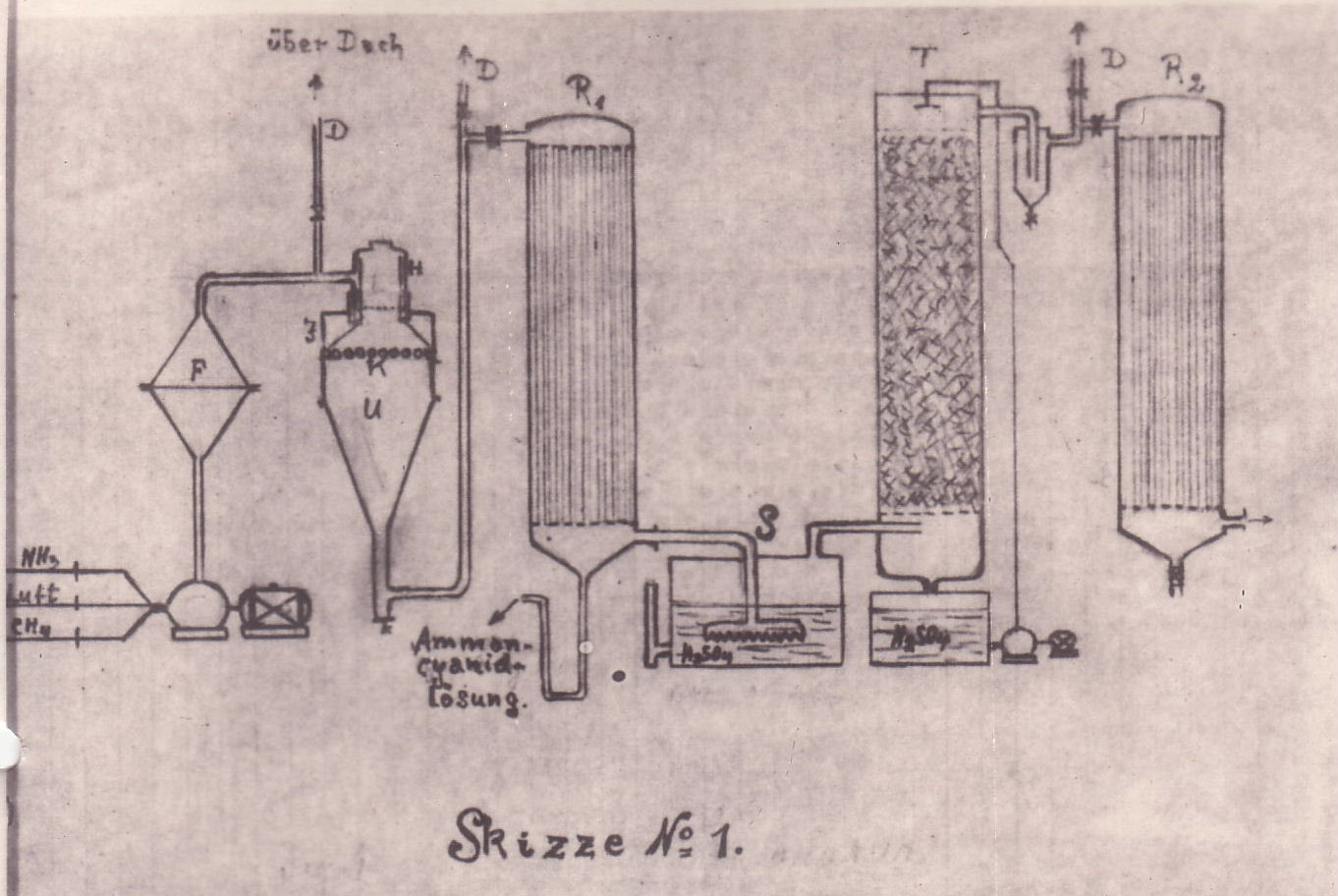
1931年に描かれたアンドルソフ法を示す図

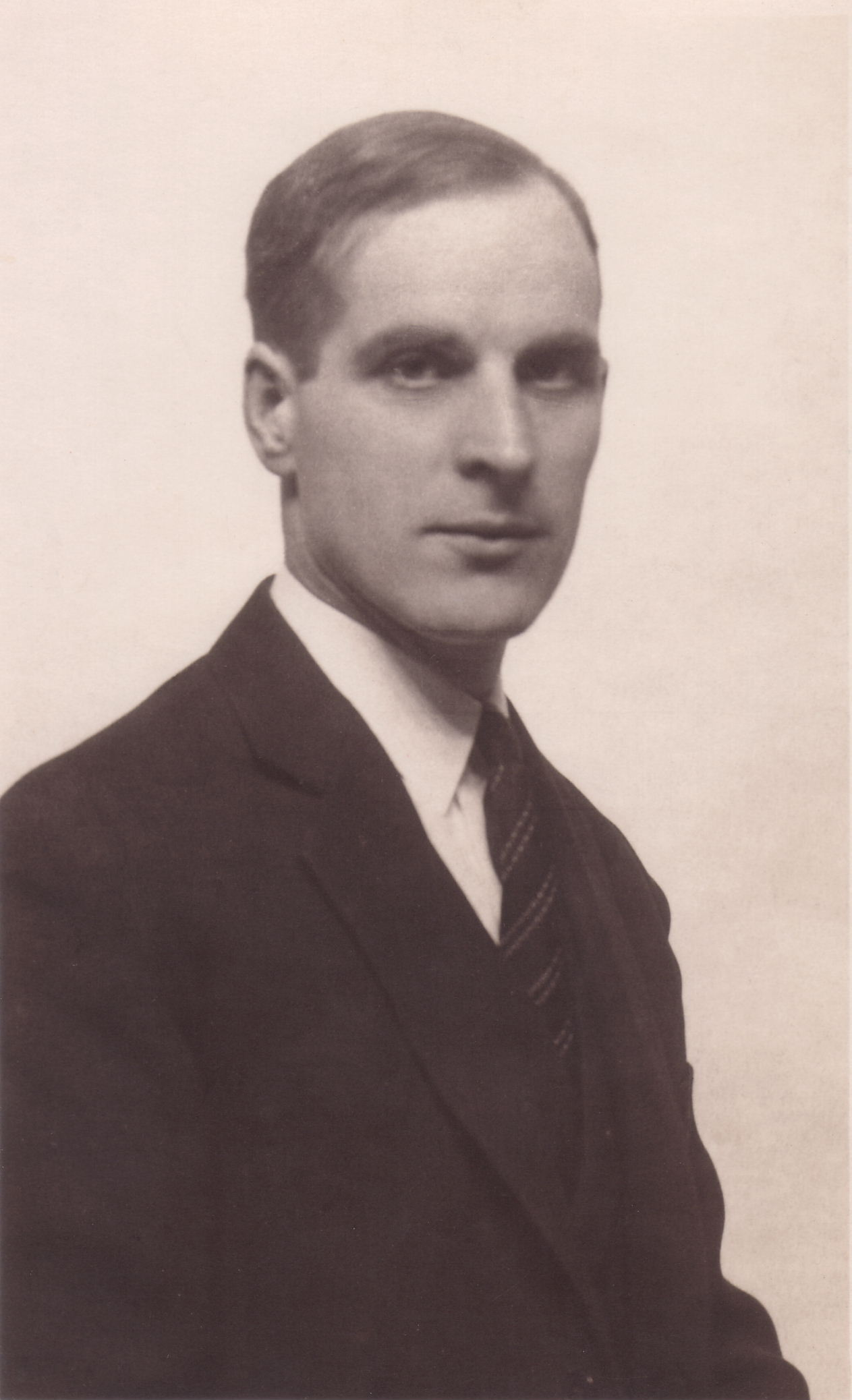
レオニード・アンドルソフ（1933年に撮影）

アンドルソフ法（Andrussow process）とは、酸素と白金触媒を用いて、メタンとアンモニアからシアン化水素を合成する工業的手法のことである。化学反応式を以下に示す。
{\displaystyle {\ce {{CH4}+ {NH3}+ {\frac {3}{2}}{O2}-> {HCN}+{3H2O}}}}
この方法は、ドイツの化学者であるレオニード・アンドルソフによって1927年に発明された方法に基づいている。
酸素を用いず水素を分離させる別のシアン化水素の製造法として、BMA法がある。こちらは大きな吸熱反応で熱源が必要。

## 副反応
当反応は発熱反応であり、反応エンタルピーは-481.06kJである。主反応で発生した熱により触媒が作用して、以下に示した副反応が起きる。
{\displaystyle {\ce {{CH4}+ H2O -> {CO}+ 3H2}}}
{\displaystyle {\ce {{2CH4}+ 3O2 -> {2CO}+ 4 H2O}}}
{\displaystyle {\ce {{4NH3}+ 3O2 -> {2N2}+ 6 H2O}}}
これらの副反応は、触媒との接触時間を0.0003秒まで減らすことにより、抑制することができる。